# Germinal Peiro
Germinal Peiro (Lézignan-Corbières, 15 de setembro de 1953) é um político francês. Membro do Partido Socialista, é presidente do conselho departamental da Dordonha desde 2015.